# Hinterhaslach
Hinterhaslach ist ein Gemeindeteil der Gemeinde Offenhausen im Landkreis Nürnberger Land (Mittelfranken, Bayern). Hinterhaslach liegt in der Gemarkung Breitenbrunn.

## Geografie
Der Weiler Hinterhaslach liegt auf einer Hochebene der Hersbrucker Alb in der Nähe des Rempfentales und des Teufelsdümpels. Im Ort steht die Hummer Linde, die als Naturdenkmal ausgezeichnet ist. Eine Gemeindeverbindungsstraße führt nach  Breitenbrunn (1,2 km westlich).

## Geschichte
Mit dem Gemeindeedikt (frühes 19. Jahrhundert) wurde Hinterhaslach dem Steuerdistrikt Kucha und der Ruralgemeinde Breitenbrunn zugewiesen. Am 31. Dezember 1971 wurde Breitenbrunn im Rahmen der Gebietsreform in Bayern aufgelöst: Breitenbrunn und Hinterhaslach wurden nach Offenhausen eingemeindet.